# 利亞格特-尼赫魯協定
利亞格特-尼赫魯協定是印度和巴基斯坦之間的協定，兩國总理於1950年4月8日在新德里簽署。該協議是兩國總理在新德里會談六天的成果，以保障印巴分治後兩國少數民族的權利，避免两国之間的又一場戰爭。
1949年12月印度和巴基斯坦断绝经济关系后，印巴之间在东巴基斯坦（今孟加拉国）的摩擦进一步升级。1950年有大批东巴基斯坦印度教徒前往印度、西孟加拉穆斯林前往巴基斯坦，总数达一百万人。协定意在保护两国内部的少数宗教信仰者的权益，但因两国关系继续恶化，协定实际意义有限。

## 外部連結
- Liaquat–Nehru Pact（页面存档备份，存于）

1. 1 2 3  . Encyclopedia Britannica.   [2020-10-20]. （原始内容存档于2021-03-10） （英语）.